# البینو (انجمن) ویسکانسین
البینو (انجمن) ویسکانسین (به انگلیسی: Albion (community), Wisconsin) یک محدوده ثبت‌نشده در ایالات متحده آمریکا است که در البینو، بخش دان، ویسکانسین واقع شده‌است.

## خصوصیات
البینو ۲۵۶٫۰۴ متر بالاتر از سطح دریا واقع شده‌است.